# Krzysztof Koniecpolski
Krzysztof Koniecpolski herbu Pobóg (ur. ok. 1600, zm. w 1659 lub 1660) – wojewoda bełski (1641-1657), chorąży wielki koronny (1633), dworzanin królewski (1624), starosta balińki i stryjski.
Syn Aleksandra Koniecpolskiego i Anny z domu Sroczyckiej, córki wojewody kamienieckiego Stanisława.
Braćmi Krzysztofa byli (Krzysztof – czwarty syn ojca):
- Stanisław (ok. 1594–1646) – hetman wielki koronny,
- Remigiusz (1596-1640) – sekretarz królewski Zygmunta III Wazy, opat jędrzejowski i biskup chełmski,
- Jan (ok. 1600–1661) – wojewoda sieradzki,
- Przedbór (zm. 1611).

Był członkiem konfederacji generalnej zawiązanej 31 lipca 1648 roku.